# Leo Van Paemel

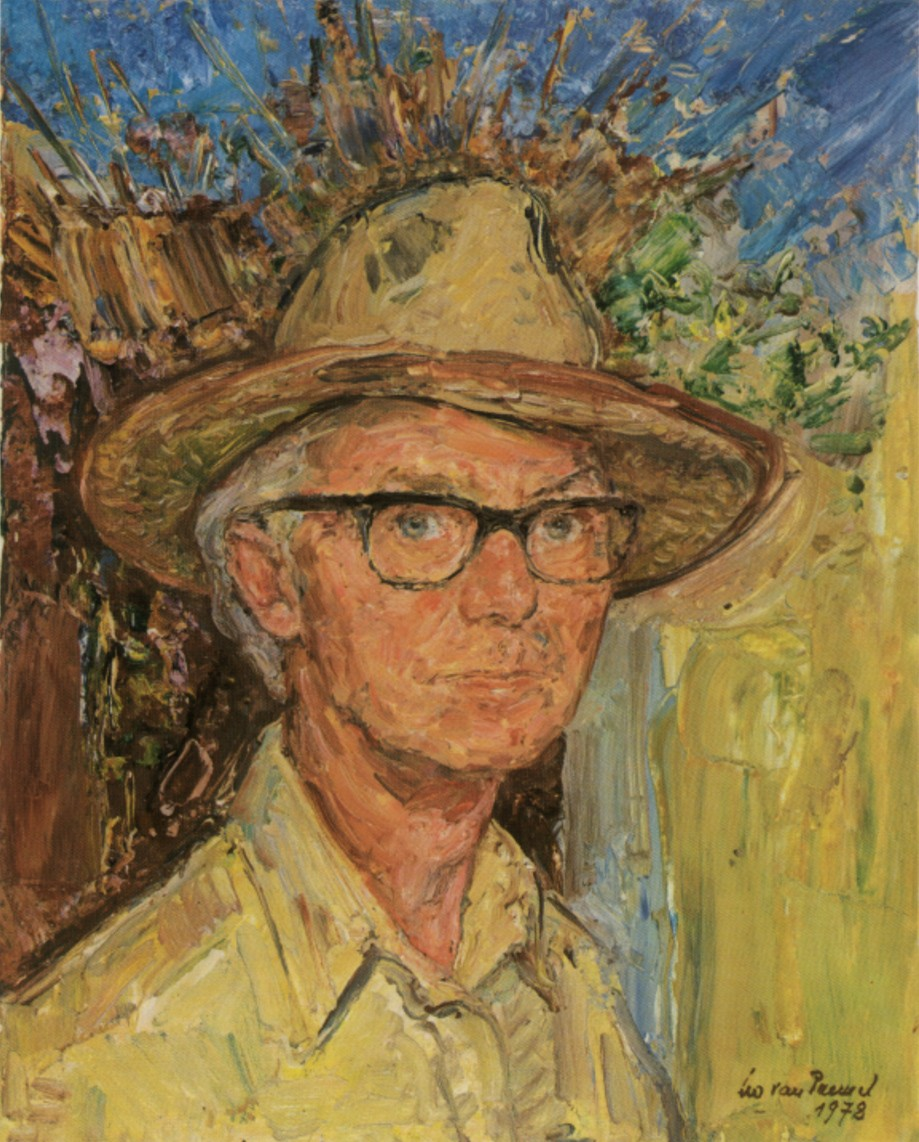
Zelfportret, geschilderd in de Provence (1978)

Leo Van Paemel (Blankenberge, 15 januari 1914 – Brugge, 28 januari 1995) was een Vlaams-Belgisch kunstschilder.

## Leven
Leo Joris Van Paemel werd met zijn tweelingbroer Willy in Blankenberge geboren. Hij vertelde zelf dat hij eigenlijk altijd heeft getekend, voor zover hij zich zijn kinderjaren kon herinneren. Er bestaan nog tekeningen door hem gemaakt in Lissewege en Uitkerke en van de toenmalige vissershaven van Blankenberge die dateren van 1927. Hij was toen dertien jaar oud en als leerling van de RMS in Blankenberge genoot hij het voorrecht zijn Nederlandse opstellen met eigen tekeningen te mogen illustreren. Die werkjes werden dan uitgestald in een kastje op de overdekte speelplaats. Die steun op school was echter niet de enige die Leo Van Paemel mocht ervaren. De rol die zijn oom, etser Jules Van Paemel, speelde, die toen nog vooral schilderde, mag evenmin worden onderschat. Hij vergezelde zijn oom regelmatig doorheen het polderlandschap rond Uitkerke, Lissewege, Zuienkerke of Dudzele. Daar heeft Leo Van Paemel zijn eerste lessen in het schilderen gekregen.
Van 1929 tot 1934 studeerde hij aan de Koninklijke Academie voor Schone Kunsten van Antwerpen en werd er herhaaldelijk bekroond. In het eerste jaar aan de academie behaalde hij al een eerste prijs en er zouden er nog heel wat volgen. In 1934 werd Van Paemel na een examen toegelaten tot het Nationaal Hoger Instituut voor Schone Kunsten  eveneens te Antwerpen waar hij tot 1940 een door Isidoor Opsomer bijzonder gewaardeerd leerling was. Leo Van Paemel was een generatiegenoot van Jan Cox, Jack Godderis, René De Coninck, Mark Macken, Mark Mendelson en de Bruggelingen Luc De Jaegher en Luc Peire, maar hij is een totaal eigen weg opgegaan.
Van 1942 tot 1946 had hij zijn atelier in Brussel. In 1946 keerde hij terug naar Blankenberge. Vanaf de jaren 60 heeft hij van kunst zijn beroep gemaakt.
In 1968 verhuisde hij naar Brugge, waar hij zijn atelier had niet ver van de halletoren. Hij is ook in Brugge gestorven, maar ligt begraven in Blankenberge.

## Werk
Leo Van Paemel was een persoonlijke vertolker van de Noordzee en alles wat ermee verband houdt: het strandleven, de sfeer op de zeedijk, de gezellige drukte in de vissers-en jachthaventjes, de Polders...Hij schilderde ook in Frankrijk (Provence, Normandië, Bretagne), Engeland (Lancashire) en Nederland. Zijn specialiteit was echter het schilderen van portretfiguren. Hij is erin geslaagd een moderne interpretatie te geven aan een klassiek genre, met de techniek van de oude meesters.
- Geprimeerd in de vijfjaarlijkse Prijs voor Schilderkunst van de Provincie West-Vlaanderen (1950)
- Tekeningen  in het Prentencabinet van de Koninklijke Bibliotheek, Brussel
- Schilderijen in Stads-en Staatsbezit
- KaZ, Oostende
- Vier van de grote officiële portretten van Blankenbergse burgemeesters in de feestzaal van het stadhuis in Blankenberge: L.Nuytemans (1961), G.Dhondt (1962), M.Devriendt (1964), S.Declerq (1995)
- Behaalde de Grand Prix du Président op de jaarlijkse tentoonstelling van de Académie Internationale des Arts Contemporains in Enghien (Edingen) (1989)
- Retrospectieve tentoonstelling georganiseerd door het Stadsbestuur van Blankenberge in het Stedelijk Casino: "Leo Van Paemel 75 jaar"
- Festival international de peinture d' Aix-en-Provence (1991)
- Privé verzamelingen in België, Nederland, Engeland, Frankrijk, Duitsland, Canada en de Verenigde Staten

## Trivia
- Hij was de neef van de etser Jules Van Paemel.
- De  Brugse schrijver Paul Vanderschaeghe schreef een monografie over hem met foto's van zijn werk: "Leo Van Paemel, verheerlijker van leven".